# AJS Model 12-serie
De AJS Model 12-serie was een serie 250cc-motorfietsen die het Britse merk AJS produceerde van 1928 tot 1931 en van 1933 tot 1939.

## Voorgeschiedenis
De gebroeders Stevens leverden al vanaf 1904 stationaire motoren maar ook inbouwmotoren voor motorfietsmerken als Wearwell en Clyno. In 1909 richtten ze hun eigen merk AJS op, genoemd naar een van de broers, Albert John Stevens. Ze leverden de AJS Modellen A en B, aanvankelijk 300cc-eencilinders met zijklepmotoren, die groeiden via 315 cc naar 350 cc. In 1912 werd het programma al uitgebreid met de zware AJS V-twins die vooral als zijspantrekker bedoeld waren en in 1926 volgden de sportieve 500cc-modellen 8 en 10 met kopklepmotoren en in 1927 het 500cc-Model 9 met zijklepmotor. Intussen ging het al slecht met de hele Britse industrie. AJS had de algemene staking van 1926 goed overleefd door de goede verstandhouding met het personeel, maar in 1927 kon er al geen dividend worden uitbetaald aan de aandeelhouders en dat gebeurde in 1928 opnieuw. Klanten, ook vrouwen, vroegen intussen om lichtere, meer handelbare motorfietsen en AJS besloot een kleinere versie van het AJS Model H3 te leveren, een simpele zijklepper die teruggebracht werd tot 250 cc.

## Jaren twintig
Vanaf 1925 veranderde AJS de type-aanduiding van haar motorfietsen. De modellen kregen een letter voor het bouwjaar en een cijfer voor de modelserie. In 1925 was die letter de "E", in 1926 de "G", in 1927 de "H", in 1928 de "K" en in 1929 de "M". 

### Model K12 1928
Het eerste 250cc-model kreeg zodoende de naam AJS Model K12. Het was inderdaad vrijwel identiek aan het 350cc-AJS Model K3. Het had een zijklepmotor met een boring van 65 mm en een slag van 75 mm, waardoor de cilinderinhoud op 248,9 cc kwam. De kleppen en de klepveren lagen in de buitenlucht. De machine had nog een total loss-smeersysteem met een handpomp naast de benzinetank, waar naast bezine in een apart compartiment ook 1,7 liter olie zat. De klant kon voor 1 pond extra ook een mechanische oliepomp bestellen. Die pomp werd aangedreven door de uitlaatnokkenas die voor de cilinder zat en die via een kettinkje ook de Lucas-ontstekingsmagneet aandreef. De oliepomp verving de handpomp niet, maar diende ter ondersteuning. Een Binks-carburateur zorgde voor de brandstoftoevoer. De machine had een handgeschakelde drieversnellingsbak met een kickstarter. De enkelvoudige droge plaatkoppeling was met kurk bekleed en werd met de linkerhand bediend. Zowel de primaire- als de secundaire aandrijving geschiedden met een ketting. De machine had een open brugframe, waarvan het motorblok een dragend deel vormde en dat twee bovenbuizen had waartussen de flattank zat. Het frame boog onder het zadel naar beneden af, zodat de zadelhoogte slechts 66 cm bedroeg. Voor zat een parallellogramvork van eigen ontwerp, het achterframe was ongeveerd. Beide wielen hadden trommelremmen. De voorrem werd met de rechterhand bediend, de achterrem met de linkervoet. Alleen het achterwiel had een standaard. Aan de bagagedrager hingen leren tasjes met boordgereedschap. Hoewel het een toermotorfiets betrof, had ze toch een Semi-TT-stuur, dat eigenlijk voor de sportmodellen was bedoeld, maar dat ook laag was. De machine kostte 39 pond en 17 shilling maar kon voor 5 pond en 5 shilling worden voorzien van een Lucas-verlichtingsset met koplamp, achterlicht en magdyno. 

### Model M12 1929
In 1929 ging het erg slecht met AJS. Voor het derde jaar op rij kon men geen dividend uitkeren en de Midlands Bank besloot de lopende lening te beëindigen. Die lening kon worden afbetaald, maar AJS hield nauwelijks werkkapitaal over. Om te overleven moesten alle modellen worden gemoderniseerd, om te beginnen met de zadeltank die al in 1924 door Howard Davies was uitgevonden en die snel opgang deed. Het Model M12 werd op veel punten gewijzigd en kreeg ook zo'n tank, maar niet het bijpassende frame. De parallellogramvork werd gewijzigd, het was nu een girder-type waarbij de centrale veer voor het balhoofd zat. De motor kreeg nu eindelijk zijn dry-sump smeersysteem, met een olietank onder het zadel. De kleppen en klepveren werden afgedekt door een metalen plaatje. Dat de Binks-carburateur werd vervangen door een Amal was logisch, want Binks had samen met Amac en Brown & Barlow AMALgamated Carburetters gevormd. 

## Afbeeldingen jaren twintig

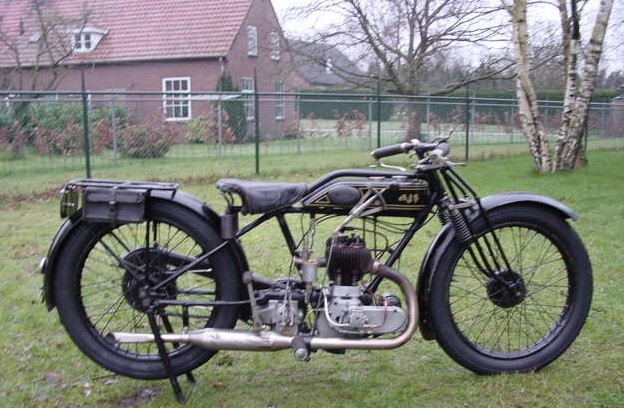
Het lichtgewicht Model K12 uit 1928.
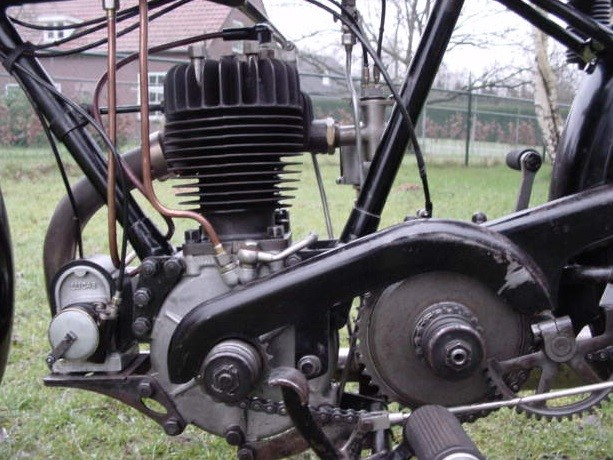
De linkerkant van de motor toont de Lucas-ontstekingsmagneet, de openliggende primaire ketting, het pedaal van de achterrem en het kwadrant van de kickstarter.
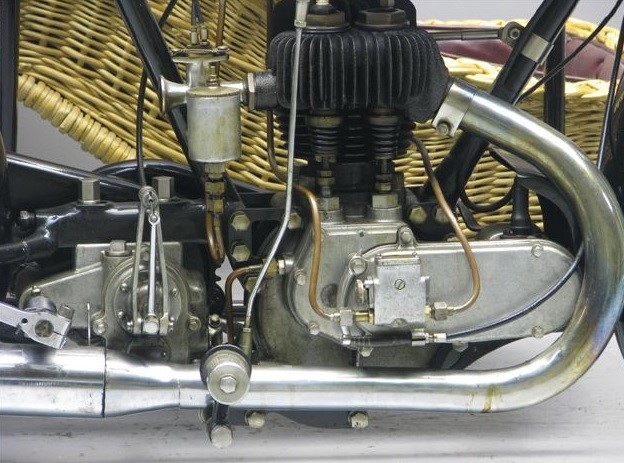
De rechterkant van de motor toont de versnellingsbak, de bediening van de koppeling, de nog openliggende kleppen, het kastje van de kettingaandrijving van de ontstekingsmagneet en het oliepompje.

## Technische gegevens jaren twintig
| AJS Model              | K12                      | M12                      |
| ---------------------- | ------------------------ | ------------------------ |
| Periode                | 1928                     | 1929                     |
| Categorie              | Toer                     | Toer                     |
| Motortype              | Zijklepmotor             | Zijklepmotor             |
| Bouwwijze              | Staande eencilinder      | Staande eencilinder      |
| Koeling                | Lucht                    | Lucht                    |
| Boring                 | 65 mm                    | 65 mm                    |
| Slag                   | 75 mm                    | 75 mm                    |
| Cilinderinhoud         | 248,9 cc                 | 248,9 cc                 |
| Carburateur(s)         | Binks                    | Amal                     |
| Smeersysteem           | Total loss               | Dry-sump                 |
| Max. Vermogen          | 2½ pk                    | 2½ pk                    |
| Primaire aandrijving   | Ketting                  | Ketting                  |
| Koppeling              | Enkelvoudige droge plaat | Enkelvoudige droge plaat |
| Versnellingen          | 3                        | 3                        |
| Secundaire aandrijving | Ketting                  | Ketting                  |
| Rijwielgedeelte        | Open brugframe           | Open brugframe           |
| Voorvork               | Parallellogramvork       | Parallellogramvork       |
| Achtervork             | Star                     | Star                     |
| Remmen                 | Trommelremmen            | Trommelremmen            |
| Tankinhoud             | 6,8 liter                | Onbekend                 |
| Droog gewicht          | Onbekend                 | 87,5 kg                  |

## Jaren dertig
Begin jaren dertig verloor AJS zijn zelfstandigheid. De aandeelhouders besloten het faillissement aan te vragen en in 1931 werd – na een afgewezen bod van BSA – de motorfietstak inclusief goodwill voor 20.000 pond verkocht aan Matchless. De hele productie werd van Wolverhampton naar Woolwich verplaatst en vanaf 1932 kwamen alle AJS-machines daarvandaan. De lichte AJS-modellen waren een welkome aanvulling op het beperkte aanbod van Matchless. Dat leverde feitelijk alleen de zware V-twins van de Matchless Model X-serie. Het nieuwe Matchless Silver Arrow-project met een 400cc-V-twin kwam nooit van de grond en ook de 600cc-Matchless Silver Hawk werd geen succes. Nu werd het programma aangevuld met de 250cc-Model 12-serie, de 350cc-AJS Model 3-serie, de 350cc-AJS Model 4-serie, de 350cc-AJS Model 5-serie, de 350cc-AJS Model 6-serie, de 350cc-AJS Model 7-serie, de 500cc-AJS Model 8-serie en de 1000cc-AJS V-twins. In 1933 veranderde Matchless zijn type-aanduidingen. Het jaartal werd gewoon aangegeven, gevolgd door het type. Zo werd het AJS Model S12 uit 1931 het AJS Model 33/12 in 1933.

### Modellen R12, S12 en SA12 1930-1931
Ondanks de financiële problemen wijzigde AJS veel van haar modellen in 1930 aangrijpend. Dat gold ook voor het Model R12. De belangrijkste vernieuwing was de nieuwe kopklepmotor. Boring en slag bleven gelijk. Een twist grip verving de handgasmanette. Ook de voorvork werd vernieuwd. Het was nog steeds een parallellogramvork, maar nu van het girder-type waarbij een centrale veer voor het balhoofd zat. De achterwielstandaard verhuisde naar het voorwiel en de machine kreeg twee Brooklands can-uitlaten want het was een "Twin Port" met twee uitlaatpoorten. Het Model S12 uit 1931 bleef ongewijzigd. De machines kostten 40 pond, maar voor een Lucas-verlichtingsset moest 5 pond en 10 shilling worden betaald. De tank was zwart met gouden biezen, maar voor 1 pond extra kreeg men een verchroomde tank met zwarte biezen. Het Model SA12 was een "lightweight"-versie van het Model S12. Het had alleen een achterwielstandaard en de bagagedrager ontbrak. Ook dit model kostte 40 pond.

### 1932
In 1932 vond de productie voor het eerst bij Matchless in Woolwich plaats, maar er kwam geen Model T12. 

### Model 33/12 1933
In 1933 kwam het Model 12 toch terug als Model 33/12. Het was opnieuw helemaal veranderd. De cilinder helde - net als bij de andere AJS-modellen - ongeveer 30º voorover. Dat was een modeverschijnsel: de "slopers" met zeer ver hellende cilinders begonnen populair te worden. Het had tot gevolg dat de cilinder nu ongeveer de lijn van de voorste framebuis volgde en dat er achter de cilinder ruimte kwam voor de plaatsing van de ontstekingsmagneet en de olietank. De gereedschapstasje werden verplaatst van de bagagedrager naar een plek tussen de buizen van het achterframe. De uitlaat was omhooggebogen (zgn. swept back pipe). Het was er ook weer één, want in plaats van een Twin Port had het Model 33/12 een enkele "Big Port". Ook het frame werd vernieuwd. Door de toepassing van schetsplaten voor en achter het carter was het bijna een gesloten wiegframe geworden. Door dit alles kon het niet meer beschouwd worden als een toermotor. Het was een sportmotor, die in deze periode ook geschikt moest zijn voor onverharde wegen en zelfs als terreinmotor dienst moest doen. Als de klant voor een instrumentenpaneel koos, was dat netjes in de bovenkant van de tank gemonteerd.

### Model 34/12 1934
Met het Model 34/12 van 1934 ging de modernisering weer wat verder. Nu was er een vierversnellingsbak gemonteerd en de klant kon naar keuze hand- of voetschakeling krijgen. De machine kreeg ook een middenbok en kostte 42 pond en 10 shilling. 

### Modellen 35/12, 36/12, 37/12, 38/12 en 39/12 1935-1939
Het Model 35/12 uit 1935 kreeg weer een rechtop staande cilinder. Het was daarmee een kleinere uitvoering van het 350cc-Matchless Model 35/G3. De machine kreeg weer een laagliggende uitlaat en ook een andere boring/slagverhouding: 62,5 x 80 mm. Dat kwam overeen met het AJS Model 35/22 en het 250cc- Matchless Model 35/F4. Het Model 36/12 kreeg een Amal-tweetrapscarburateur en een volledig wiegframe met een enkele voorbuis, een middenbok en een voorwielstandaard. Het kostte 38 pond, maar nu moest voor de voetschakeling worden bijbetaald. Het gereedschap bevatte ook een vetspuit en een bandenpomp. Het Model 37/12 was identiek maar werd standaard met voetschakeling geleverd en kostte 40 pond. Bij het Model 38/12 zat het gereedschapskastje naar Matchless-voorbeeld onder de rand van het achterspatbord. Het kostte 45 pond. Het Model 39/12 was uiterlijk gelijk aan de voorgaande modellen, maar kon worden geleverd met magneetontsteking maar ook met een accu-bobineontsteking. Het kostte 44 pond.

## Einde productie
In 1939 ontwikkelde Matchless al de 350cc-Matchless WG3/L voor het leger. Deze machine deed in 1939 al dienst in Noord-Frankrijk. Na de slag om Duinkerke en de daaropvolgende Britse evacuatieoperatie Dynamo bleef vrijwel al het materieel, al dan niet vernietigd, achter in Duinkerke. Onmiddellijk werden alle beschikbare Matchless-motorfietsen aangekocht door het War Office om de verliezen te compenseren. Uiteindelijk bouwde Matchless 80.000 Matchless G3/L's met telescoopvork voor de Britse strijdkrachten en de productie van civiele motorfietsen werd stilgelegd. Pas in 1958 werden er weer 250cc-machines gebouwd, die door het badge-engineering-systeem onder twee merknamen werden uitgebracht: Matchless G2 CS en AJS Model 14.
| Vanaf 1935 kreeg de Model 12-serie binnen het Matchless/AJS-concern een aantal zustermodellen. Allereerst was daar de sportieve AJS Model 22-serie met een rechtop staande Two Port cilinder en omhooggebogen uitlaten, maar Matchless bracht ook het Model 35/F4 uit, een sportmotor met een voorover hellende cilinder en het Matchless Model 35/F7 met zijklepmotor. Zo ontstond aan het einde van de jaren dertig een groot aantal 250cc-modellen die uit de fabriek in Woolwich rolden: - 1936: AJS Modellen 36/12 en 36/22, Matchless Modellen 36/G2, 36/G2 De Luxe, 36/G2M en 36/G2M De Luxe. - 1937: AJS Modellen 37/12 en 37/22, Matchless Modellen 37/G2, 37/G2 De Luxe, 37/G2M, 37/G2M De Luxe en 37/G2MC. - 1938: AJS Modellen 38/12 en 38/22, Matchless Modellen 38/G2, 38/G2 De Luxe, 38/G2M, 38/G2M De Luxe en 38/G2MC. - 1939: AJS Modellen 29/12 en 39/22, Matchless Modellen 39/G2, 39/G2 De Luxe, 39/G2M, 39/G2M De Luxe en 39/G2MC. |

## Afbeeldingen jaren dertig

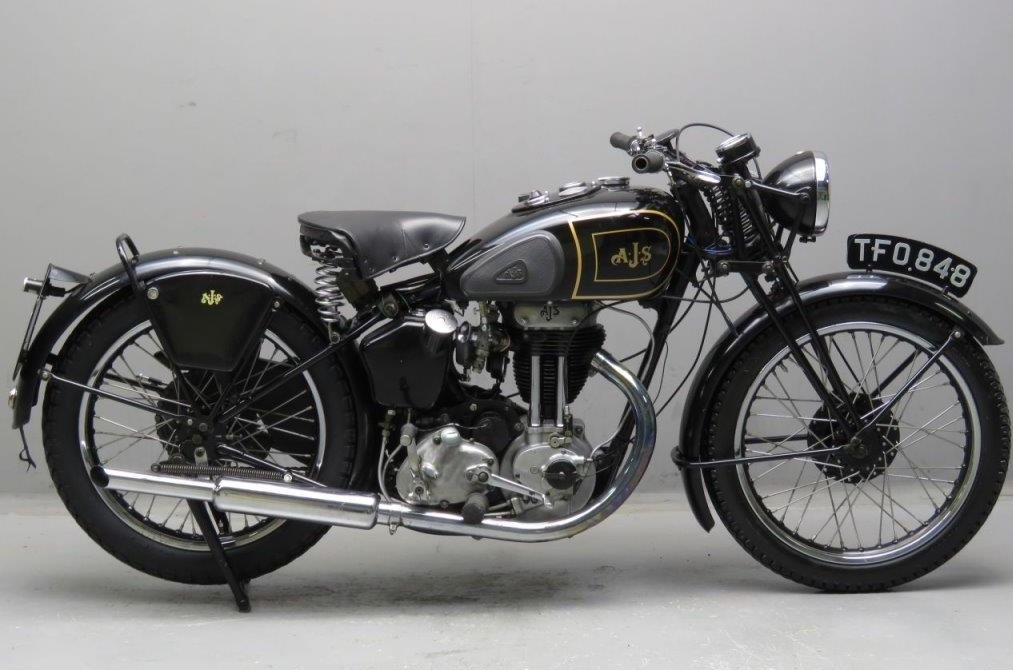
Model 39/12 uit 1939.
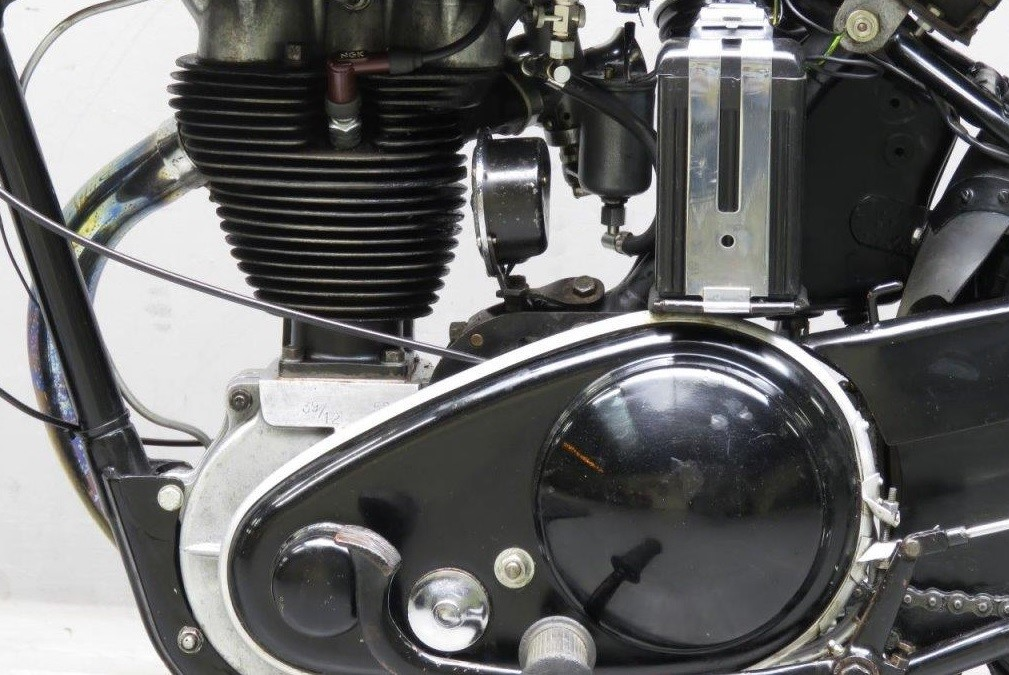
Het Model 39/12 kon - zoals in dit geval - worden geleverd met een accu-bobineontsteking. De gesloten primaire kettingkast met klemband was een typisch Matchless-ontwerp.

## Technische gegevens jaren dertig
| AJS Model              | R12                         | S12                         | SA12                        | 33/12                       | 34/12                       | 35/12                       | 36/12                       | 37/12                       | 38/12                       | 39/12                       |
| ---------------------- | --------------------------- | --------------------------- | --------------------------- | --------------------------- | --------------------------- | --------------------------- | --------------------------- | --------------------------- | --------------------------- | --------------------------- |
| Periode                | 1930                        | 1931                        | 1931                        | 1933                        | 1934                        | 1935                        | 1936                        | 1937                        | 1938                        | 1939                        |
| Categorie              | Toer                        | Toer                        | Toer                        | Sport                       | Sport                       | Toer                        | Toer                        | Toer                        | Toer                        | Toer                        |
| Motortype              | Stoterstangen kopklepmotor  | Stoterstangen kopklepmotor  | Stoterstangen kopklepmotor  | Stoterstangen kopklepmotor  | Stoterstangen kopklepmotor  | Stoterstangen kopklepmotor  | Stoterstangen kopklepmotor  | Stoterstangen kopklepmotor  | Stoterstangen kopklepmotor  | Stoterstangen kopklepmotor  |
| Bouwwijze              | Staande eencilinder         | Staande eencilinder         | Staande eencilinder         | Staande eencilinder         | Staande eencilinder         | Staande eencilinder         | Staande eencilinder         | Staande eencilinder         | Staande eencilinder         | Staande eencilinder         |
| Koeling                | Lucht                       | Lucht                       | Lucht                       | Lucht                       | Lucht                       | Lucht                       | Lucht                       | Lucht                       | Lucht                       | Lucht                       |
| Boring                 | 65 mm                       | 65 mm                       | 65 mm                       | 65 mm                       | 65 mm                       | 62,5 mm                     | 62,5 mm                     | 62,5 mm                     | 62,5 mm                     | 62,5 mm                     |
| Slag                   | 75 mm                       | 75 mm                       | 75 mm                       | 75 mm                       | 75 mm                       | 80 mm                       | 80 mm                       | 80 mm                       | 80 mm                       | 80 mm                       |
| Cilinderinhoud         | 248,9 cc                    | 248,9 cc                    | 248,9 cc                    | 248,9 cc                    | 248,9 cc                    | 245,4 cc                    | 245,4 cc                    | 245,4 cc                    | 245,4 cc                    | 245,4 cc                    |
| Carburateur(s)         | Amal met twist grip-control | Amal met twist grip-control | Amal met twist grip-control | Amal met twist grip-control | Amal met twist grip-control | Amal met twist grip-control | Amal met twist grip-control | Amal met twist grip-control | Amal met twist grip-control | Amal met twist grip-control |
| Smeersysteem           | Dry-sump                    | Dry-sump                    | Dry-sump                    | Dry-sump                    | Dry-sump                    | Dry-sump                    | Dry-sump                    | Dry-sump                    | Dry-sump                    | Dry-sump                    |
| Max. Vermogen          | 2½ pk                       | 2½ pk                       | 2½ pk                       | 2½ pk                       | 2½ pk                       | 2½ pk                       | 2½ pk                       | 2½ pk                       | 2½ pk                       | 2½ pk                       |
| Primaire aandrijving   | Ketting                     | Ketting                     | Ketting                     | Ketting                     | Ketting                     | Ketting                     | Ketting                     | Ketting                     | Ketting                     | Ketting                     |
| Koppeling              | Enkelvoudige droge plaat    | Enkelvoudige droge plaat    | Enkelvoudige droge plaat    | Enkelvoudige droge plaat    | Enkelvoudige droge plaat    | Enkelvoudige droge plaat    | Enkelvoudige droge plaat    | Enkelvoudige droge plaat    | Enkelvoudige droge plaat    | Enkelvoudige droge plaat    |
| Versnellingen          | 3                           | 3                           | 3                           | 3                           | 4                           | 4                           | 4                           | 4                           | 4                           | 4                           |
| Secundaire aandrijving | Ketting                     | Ketting                     | Ketting                     | Ketting                     | Ketting                     | Ketting                     | Ketting                     | Ketting                     | Ketting                     | Ketting                     |
| Rijwielgedeelte        | Open brugframe              | Open brugframe              | Open brugframe              | Open wiegframe              | Open wiegframe              | Open wiegframe              | Wiegframe                   | Wiegframe                   | Wiegframe                   | Wiegframe                   |
| Voorvork               | Parallellogramvork          | Parallellogramvork          | Parallellogramvork          | Parallellogramvork          | Parallellogramvork          | Parallellogramvork          | Parallellogramvork          | Parallellogramvork          | Parallellogramvork          | Parallellogramvork          |
| Achtervork             | Star                        | Star                        | Star                        | Star                        | Star                        | Star                        | Star                        | Star                        | Star                        | Star                        |
| Remmen                 | Trommelremmen               | Trommelremmen               | Trommelremmen               | Trommelremmen               | Trommelremmen               | Trommelremmen               | Trommelremmen               | Trommelremmen               | Trommelremmen               | Trommelremmen               |
| Tankinhoud             | 6,8 liter                   | 6,8 liter                   | 6,8 liter                   | 6,8 liter                   | 6,8 liter                   | Onbekend                    | 12,5 liter                  | 12,5 liter                  | 12,5 liter                  | 12,5 liter                  |
| Droog gewicht          | 99 kg                       | 99 kg                       | 99 kg                       | Onbekend                    | Onbekend                    | Onbekend                    | Onbekend                    | Onbekend                    | Onbekend                    | Onbekend                    |